# Trzy Tarcze

Herb

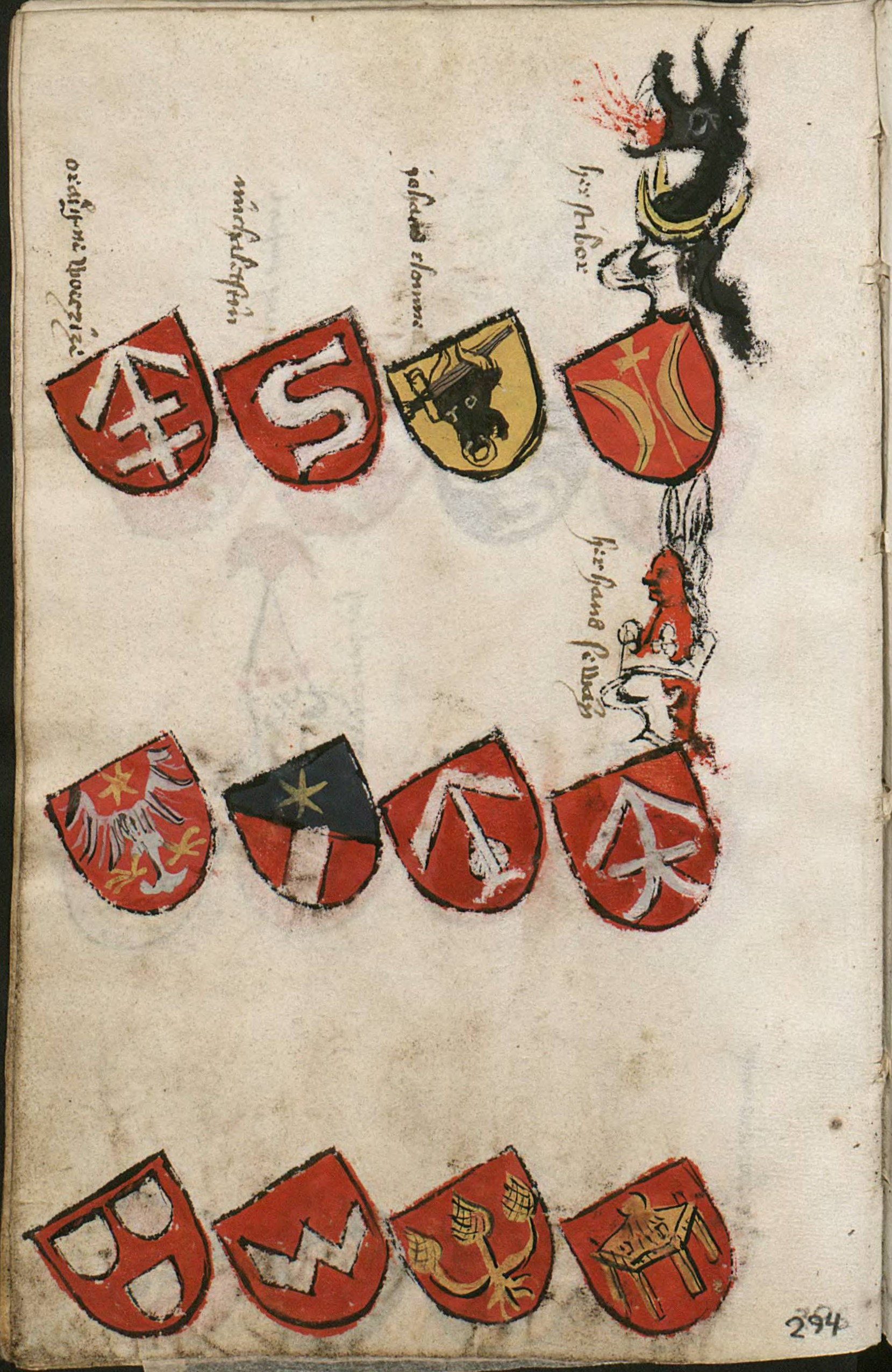
Herb XV-wiecznym Armorialu Lyncenich (w lewym dolnym rogu)

Trzy Tarcze (Schilde, Stretkowski) – polski herb szlachecki, używany przez kilka rodzin.

## Opis herbu
Opis z wykorzystaniem klasycznych zasad blazonowania:
W polu czerwonym trzy tarcze srebrne (2 i 1). Klejnot: Trzy pióra strusie. Labry czerwone, podbite srebrem.
Na przedstawieniu z XVI-wiecznej polichromii w Grębieniu, tarcze są złote.
Teodor Chrząński w Tablicach odmian herbowych przypisał herbowi temu pole błękitne.
Aż do XX wieku herb rysowano bez klejnotu, dopiero w Uzupełnieniach do Księgi Herbowej Rodów Polskich przypisano mu trzy pióra strusie w klejnocie. Rekonstrukcję taką przyjął Tadeusz Gajl, za którym zamieszczono powyższy opis. 

## Najwcześniejsze wzmianki
Herb znany w średniowieczu tylko z przedstawień ikonograficznych. Bez żadnego podpisu ukazany został w herbarzu Lyncenich (XV wiek) i Bergshammar (XV wiek). Herb widnieje też w Stemmata polonica, czyli wydanym w 1540 roku rękopisie Klejnotów Długosza. XVI-wieczne przedstawienia herbu pochodzą z rękopisu dołączonego do herbarzyka Ambrożego z Nysy, Panoszy Paprockiego (1575), oraz z polichromii z początku XVI w Grębieniu koło Wielunia.

## Etymologia
Nie zachowała się oryginalna, średniowieczna nazwa herbu. Trzy Tarcze, jak i Schilde (pisane również jako Silte) to nazwy pochodzące z XVI wieku, urobione od godła.

## Herbowni
Tadeusz Gajl wymienia następujące rody herbownych uprawnionych do posługiwania się tym herbem:
Streczkowski (Stretkowski), Strybel. 
Wedle opinii Polaczkówny, herb ten miał przysługiwać pierwotnie łużyckiej rodzinie Kołowasów. Józef Szymański nie wyklucza łużyckiego pochodzenia herbu i jego pierwotnego związania z pograniczem śląskim.
W Polskim Słowniku Biograficznym jako używający tego herbu wymieniany jest Teodor Chrząński, autor rękopisu Tablic odmian herbowych. W samych jednak Tablicach, herb autora ma odmienny klejnot, jest to odmiana herbu Trzy Tarcze.